# Inuyasha the Movie - Il castello al di là dello specchio
Inuyasha the Movie - Il castello al di là dello specchio (映画犬夜叉 鏡の中の夢幻城?, Eiga Inuyasha: Kagami no naka no mugenjō) è un film del 2002 diretto da Toshiya Shinohara. È il secondo film anime basato sulla serie manga shōnen Inuyasha di Rumiko Takahashi. Il film fu distribuito in Giappone il 21 dicembre 2002 dalla Toho.

## Trama
Il mezzodemone Inuyasha, la studentessa Kagome Higurashi, il monaco Miroku, la sterminatrice di demoni Sango e il demone volpe Shippo combattono e sconfiggono il loro arcinemico Naraku. Di conseguenza, il Vortice del Vento di Miroku con cui Naraku ha maledetto la sua famiglia scompare dalla sua mano, mentre altrove, il fratello di Sango, Kohaku, viene liberato dal controllo di Naraku. Con quest'ultimo apparentemente sconfitto, Inuyasha, Kagome e Shippo si separano da Miroku e Sango per continuare a cercare i frammenti della Sfera dei Quattro Spiriti. Miroku torna dal suo maestro Mushin, e Sango torna al suo villaggio e trova lì l'amnesico Kohaku. Mushin presenta a Miroku un compito che deve essere affidato al discendente sopravvissuto della sua famiglia che sconfigge Naraku: distruggere un demone che minaccia di gettare il mondo nella notte eterna.
Kagura e Kanna, due delle incarnazioni di Naraku, si imbattono in uno specchio in un santuario nascosto e risvegliano una fanciulla che si dichiara Kaguya, la principessa del cielo. In cambio della sua liberazione, Kaguya promette di esaudire il più grande desiderio di Kagura: essere libera. Kagura e Kanna cercano di recuperare cinque oggetti che libereranno completamente Kaguya dal suo specchio.
Inuyasha viaggia nell'era moderna alla ricerca di Kagome. In città, Kagome nasconde con rabbia Inuyasha al pubblico in una cabina fotografica in cui suo fratello Sota mette scherzosamente delle monete, scattando foto dei due mentre litigano. Nell'era feudale, Kagome prende i loro volti da una delle foto e li mette in un medaglione a forma di cuore che offre a Inuaysha, che apparentemente lo rifiuta. Più tardi, si imbattono in Kagura, Kanna e Kaguya, la prima delle quali strappa una manica della Veste del Cane di Fuoco di Inuyasha poiché è uno dei cinque oggetti necessari. Kagome costringe i demoni a fuggire dopo la battaglia, mentre Kaguya nota che la strana aura che la circonda che non corrisponde al tempo dell'era feudale. Successivamente, Inuyasha, Kagome e Shippo incontrano Akitoki Hojo, l'antenato di un compagno di classe di Kagome, che ha intenzione di gettare il suo Scialle dell'Angelo nel monte Fuji.
Miroku e il suo servitore tanuki Hachi apprendono, mentre cercano il demone che dovrebbe distruggere, che suo nonno ha sconfitto Kaguya, affidando la sua Veste dell'Angelo alla famiglia Hojo. Dopo che Kagura e Kanna hanno trovato gli oggetti rimanenti, Kaguya va a prendersi la veste combattendo contro Inuyasha. Lo trattiene su un albero e Kagome si sacrifica per proteggerlo da una freccia sacra che Kaguya ha deviato da lei. Kaguya quindi prende Kagome come prigioniera, offrendosi di liberarla se Inuyasha diventerà suo servitore.

Inuyasha si scontra con Kaguya in una scena del film

Kaguya ha iniziato a congelare il tempo nella notte eterna. Kagura sospetta che Kaguya non sia chi dice di essere e cerca di attaccarla, ma Kaguya teletrasporta Kagura e Kanna altrove. Dopo la sua fuga, Inuyasha, Hojo e Shippo si uniscono a Miroku, Hachi, Sango, Kohaku e la compagna nekomata di Sango, Kirara, per infiltrarsi nel castello di montagna di Kaguya. Tutti tranne Hachi e Hojo usano gli oggetti del kit di pronto soccorso di Kagome dell'era moderna per sopravvivere al congelamento del tempo, mentre Inuyasha rimane inalterato avendo indossato il medaglione della ragazza. Il gruppo combatte Kaguya inutilmente e lei trasforma Inuyasha in un demone a tutti gli effetti, sigillando la sua parte umana nel suo specchio. Kagome supplica Inuyasha di fermarsi, ma dopo essere stata liberata da Shippo, finisce per baciarlo per riportarlo in sé; egli promette di rimanere un mezzodemone più a lungo per il suo bene.
Viene infine svelata la vera natura di Kaguya: essa è in realtà un demone che secoli addietro, ha assorbito la vera Kaguya, per avere i suoi poteri e la sua immortalità. Naraku appare, avendo simulato la sua morte nascondendosi nella schiena di Kohaku (il tatuaggio del ragno sulla schiena del ragazzo e il Vortice sulla mano di Miroku ri appaiono), in attesa che Kaguya uscisse dal nascondiglio per assorbire il suo potere e ottenere la propria immortalità. Gli eroi sconfiggono Kaguya prima che Naraku possa assorbirla, e lei viene uccisa dal  Vortice del Vento di Miroku, prima che entri in Kagome, facendola diventare il suo nuovo corpo. Tutti fuggono dal castello in rovina attraverso lo specchio di Kanna, con Naraku che porta Kohaku con sé. Gli eroi tornano in salvo e il tempo torna alla normalità. Inuyasha, Kagome, Miroku, Sango, Shippo e Kirara riprendono la loro missione per trovare i frammenti della Sfera dei Quattro Spiriti e Hojo getta la veste nel monte Fuji.

## Distribuzione

### Edizione italiana
L'edizione italiana del film, distribuita direttamente in DVD-Video, fu curata dalla Dynit. Il doppiaggio fu eseguito dalla E.T.S. e diretto da Fabrizio Mazzotta su dialoghi di Gianluca Aicardi.

### Edizioni home video
L'edizione italiana fu distribuita in DVD il 10 maggio 2005 dalla Terminal Video Italia. Il DVD include come extra un video promozionale giapponese, l'ending senza titoli, i trailer e spot TV giapponesi e italiano, un testo informativo sul Taketori monogatari e una galleria artistica. Il film fu distribuito in Blu-ray Disc il 27 settembre 2017 nel primo disco del cofanetto Inuyasha - The Movies Collection, insieme al precedente Inuyasha the Movie - Un sentimento che trascende il tempo; questa edizione non include contenuti speciali.

## Accoglienza

### Incassi
Il film chiuse al decimo posto del botteghino giapponese nella sua quarta e ultima settimana, incassando un totale di 1,04 miliardi di yen.